# Оборский, Геннадий Александрович
Генна́дий Алекса́ндрович Обо́рский (р. 1954, Одесса, Украина) —  ректор Государственного университета «Одесская политехника»,  заведующий кафедрой «Металлорежущих станков, метрологии и сертификации», профессор.
В 1976 году окончил Одесский политехнический институт (с 2001 г. национальный университет) по специальности «Технология машиностроения».
С 1980 года — младший научный сотрудник, ассистент, с 1988 года — доцент кафедры «Металлорежущих станков, метрологии и сертификации», с 1990 года — заместитель декана, с 1991 года — декан механико-технологического факультета, с 1996 года — директор института промышленных технологий, дизайна и менеджмента и заведующий кафедрой металлорежущих станков, метрологии и сертификации. С 2000 года — проректор по учебной и организационной работе. В 1998 году Геннадию Александровичу присвоено звание профессора. В 2004 году ему присвоено звание «Заслуженный работник образования Украины».
Избрав ведущим научным направлением надежность технологических систем, в 1985 году Г. А. Оборский защитил кандидатскую диссертацию, вошел в состав авторского коллектива базовых ГОСТов по этим вопросам, опубликовал более 70 научных трудов, в том числе учебники и учебное пособие с грифом Министерства образования и науки Украины. Особое внимание заслуживают работы: «Точность, надежность и производительность металлорежущих станков», «Математическое моделирование технологических систем», «Моделювання та забезпечення надійності технічних систем і технгологічних процесів».
Ведет преподавание по дисциплинам: «Основы САПР», «ВС и ТИ», «Основы теории надежности».
С 1996 года — член научно-экспертного совета Министерства образования Украины по метрологии, стандартизации и сертификации. В 1993 и в 1998 годах награждался Почетными грамотами МОН.
С 1999 года — член-корреспондент Академии инженерных наук Украины, а с 2000 года — её академик.
С 2010 года — ректор ГУОП.
В 2010—2015 годах — депутат Одесского горсовета шестого созыва.